# Diecezja Caraguatatuba
Diecezja Caraguatatuba (łac. Dioecesis Caraguatatubensis) – diecezja Kościoła rzymskokatolickiego w Brazylii. Należy do metropolii Aparecida, wchodzi w skład regionu kościelnego Sul 1. Została erygowana przez papieża Jana Pawła II bullą Ad aptius consulendum w dniu 3 marca 1999.

## Główne świątynie
- Katedra: Katedra Ducha Świętego w Caraguatatubie

## Biskupi diecezjalni
- Fernando Mason OFMConv. (1999–2005)
- Antônio Carlos Altieri SDB (2006–2012)
- José Carlos Chacorowski CM (od 2013)